# Dan Borota
 (juin 2013).
Si vous disposez d'ouvrages ou d'articles de référence ou si vous connaissez des sites web de qualité traitant du thème abordé ici, merci de compléter l'article en donnant les références utiles à sa vérifiabilité et en les liant à la section « Notes et références ».
Dan Borota est un joueur roumain de volley-ball né le 9 juillet 1984. Il mesure 1,94 m et joue réceptionneur-attaquant. Il est international Roumain depuis 2009, et il est le capitaine de la sélection.

## Clubs
| Club             | Pays     | De        | À         |
| ---------------- | -------- | --------- | --------- |
| Remat Zalau      | Roumanie | 2009-2010 | 2010-2011 |
| Tomis Constanta  | Roumanie | 2011-2012 | 2011-2012 |
| SCMU Craiva      | Roumanie | 2012-2013 | 2012-2013 |
| Nice Volley-Ball | France   | 2013-2014 | …         |

## Palmarès
2009-2010 : Champion de Roumanie (Remat Zalau)
2010-2011 : Champion de Roumanie (Remat Zalau)
2011 : 4e Euroleague avec l'Equipe Nationale de Roumanie.